# Tzotzil
Tzotzil (Zotzil, Tsotsil), pleme američkih Indijanaca porodice Mayan, uže grupe Tzeltal, nastanjeno na području meksičke države Chiapas. Tzotzili navodno potječu od klasične maja civilizacije među kojima se danas razlikuje nekoliko lokalnih skupina koje se služe sa 6 srodnih jezika ili dijalekata, a najpoznatiji su Chamula (Čamula) i Zinacanteco. -Njihov tradicionalni teritorij nalazi se sjeverno i sjeverozapadno od San Cristobal de las Casasa, na visočju Čjapasa u planinama obraslim borovim šumama i visokim dolinama. 
Ime Tzotzil označava  'narod slijepog miša' , nekad važno božanstvo u kulturi Maya. Danas Cocili (Tzotzil) ili Socili (Zotzil), sami sebe nazivaju "Batsil winikatik´" – "pravi ljudi," i žive u 111 općina u Čjapasu, a najveća koncentracija iznosi kod San Cristobala. Domorodačka općina sastoji se od središnjeg grada, 'centro', koji je okružen malenim zaselcima ("parajes"). U "centru" se nalaze općinska uprava, škole, crkva i velika periodična tržnica i trgovine.
Većina obitelji Cocila ili Socila živi od uzgoja domaćih životinja i hortikulture u kojoj su zastupljeni kukuruz, grah i čili-papričica. Ovcu drže Čamule i Sinakanteki (Zinacanteco) zbog vune, ali neki Indijanci odlaze zbog posla i u gradove sjevernog Meksika ili u SAD, ili pak u džungle Lacandona, gdje zbog zemlje dolaze u konflikte s Lacandon Indijancima. 
Cocil-žena i djevojka nose tradicionalnu odjeću koja se sastoji od huipila ili bluze i indigo obojene "enredo," tubularne suknje i pletenog pamučnog šala. Kod muškaraca još se održala tradicionalna nošnja, ali većina ih se oblači na zapadnjački način. Većina žena Cocila zna sama izraditi odjeću specifičnu za njezinu zajednicu.
Popisom 2000. godine populacija Cocila (starijih od 5 godina) iznosila je 292,000.
Jezik Cocila (b'atz'i k'op) sastoji se od dijalekata ch'enalhó, chamula, huixtán, San Andrés Larrainzar Tzotzil, Venustiano Carranza Tzotzil i zinacanteco. 

## Vanjske poveznice
- Mexican Textiles: Tzotzil of Chiapas
- Tzotzil